# Верховний керівник Північної Кореї
Верховний керівник КНДР — посада голови держави в Північній Кореї згідно з конституцією КНДР. Відповідає посаді президента в інших країнах. Верховний керівник КНДР обов'язково є головою Трудової партії Кореї — єдиної правлячої в державі з 1948 р.

## Список верховних керівників КНДР
- Кім Ір Сен — 1948—1994
- Кім Чен Ір — 1994—2011
- Кім Чен Ин — 2011 — дотепер